# Ciara Michel
Ciara Michel (* 2. Juli 1985 in Taunton) ist eine britische Volleyballspielerin.

## Karriere
Michel ist die Tochter eines US-amerikanischen Basketballers und einer Britin irischer Abstammung. In der Schule wollte sie zunächst Cheerleaderin werden, entschied sich dann jedoch für Volleyball. In Florida spielte sie in einer Mannschaft mit ihrer Schwester. Ab 2003 studierte sie an der University of Miami Psychologie und spielte im dortigen Team der Hurricanes. 2007 ging sie nach Australien an die Universität Melbourne. Zwischenzeitlich war die Mittelblockerin, die neben der britischen und US-amerikanischen auch die australische Staatsbürgerschaft besitzt, ein halbes Jahr lang an der Monash University im Melbourner Vorort Clayton aktiv. Da sie sich angesichts des bevorstehenden olympischen Turniers 2012 in London bei einem europäischen Verein für die britische Nationalmannschaft empfehlen wollte, wechselte Michel 2010 zum deutschen Bundesligisten Alemannia Aachen. Im Mai 2011 feierte sie in Lima ihr Debüt in der Nationalmannschaft. Bei den Olympischen Spielen 2012 im eigenen Land belegte sie Platz neun. Danach wechselte sie zum VT Aurubis Hamburg. 2013 ging sie nach Italien zu Yamamay Busto Arsizio.